# Ē (латиница)
Ē, ē (E с макроном) — буква расширенной латиницы, используемая в латышском, где является 8 буквой алфавита, жемайтском, крикском и ливском языках. Также встречается во многих полинезийских языках, например, в гавайском или маори. Обозначает долгий звук «е».
В языке эвондо обозначает средний тон E, в пиньине высокий.